# Mirkovci
Mirkovci is een plaats in de gemeente Vinkovci in de Kroatische provincie Vukovar-Srijem. De plaats telt 2.673 inwoners (2001).